# Troglohyphantes brignolii
Troglohyphantes brignolii is een spinnensoort in de taxonomische indeling van de hangmatspinnen (Linyphiidae).
Het dier behoort tot het geslacht Troglohyphantes. Het is een soort die leeft in de grotten van Istrië. De typelocatie is Račja Vas in de gemeente Lanišće (Istrië). De wetenschappelijke naam van de soort werd voor het eerst geldig gepubliceerd in 1978 door Christa L. Deeleman-Reinhold. De naam is een eerbetoon aan Paolo Marcello Brignoli (1942-1986) van de universiteit van L'Aquila, een vooraanstaande taxonoom van spinnen.